# Otarioidea
Otarioidea — надродина ластоногих, що включає родини моржів (Odobenidae), вухачів (Otariidae) та їхніх родичів. Комплексні дослідження ластоногих виявили, що вони є монофілетичною кладою водних ведмедюватих.